# Erich Schott
Erich Schott (* 29. März 1891 in Jena; † 24. Juli 1989 in Mainz) war ein deutscher Unternehmer, der als Gründer der Schott-Glaswerke in Mainz gilt.

## Leben
Nach Studium und Promotion trat er 1927 in die Geschäftsführung des von seinem Vater Otto Schott gegründeten Jenaer Glaswerks Schott & Gen. ein. Mit der Gestaltung und Vermarktung neuer Glasprodukte (Jenaer Glas) betraute er die Bauhaus-Künstler Wilhelm Wagenfeld und László Moholy-Nagy.
Erich Schott trat 1938 der NSDAP bei. Er war von 1941 bis 1943 Leiter der Wirtschaftsgruppe Glasindustrie, danach bis 1945 Bezirksbeauftragter von Thüringen für die Wirtschaftsgruppe Glasindustrie sowie von 1944 bis 1945 Leiter des Sonderrings Optisches Glas. Während des Zweiten Weltkriegs wurden im Jenaer Glaswerk auch Zwangsarbeiter eingesetzt.
Im Jahr 1945 gehörte er zu den „41 Glasmachern“, die in die amerikanische Besatzungszone deportiert wurden. Als in der SBZ die Besitzer des Jenaer Glaswerks enteignet wurden, ließ Erich Schott in Abstimmung mit der Stadtverwaltung Mainz in der Mainzer Neustadt ein modernes Glaswerk errichten, das am 10. Mai 1952 offiziell in Betrieb genommen wurde.

## Ehrungen
- 1953: Ehrendoktorwürde der Johannes-Gutenberg Universität Mainz
- 1956: Otto-Schott-Gendenkmünze
- 1961: Großes Bundesverdienstkreuz der Bundesrepublik Deutschland
- 1961: Ehrensenator der Johannes-Gutenberg Universität Mainz
- 1961: DECHEMA-Medaille
- 1966: Honorarprofessor der Johannes-Gutenberg Universität Mainz
- 1966: Ehrenbürger von Zwiesel
- 1984: Ehrenbürger von Mainz

## Bildnis
- Lithographie von Charles Crodel[3]